# Hodgkinsonite
La hodgkinsonite è un minerale.